# Jeanne Peuhmond
Jeanne Adjoua Peuhmond é uma política marfinense que foi Ministra da Mulher, Família e Assuntos Sociais nos primeiro e segundo governos Banny e no primeiro e segundo governos de Soro, de 2005 a 2010, na sequência dos acordos de Marcoussis e Ouagadougou. Ela foi eleita para o parlamento da Costa do Marfim em 2016.

## Carreira
Peuhmond foi nomeada Ministra da Mulher, Família e Assuntos Sociais nos governos Banny e Soro do RDR após a assinatura dos acordos de Marcoussis e Ouagadougou de 2005 a 2010. Durante o seu mandato, ela supervisionou a implementação da política do governo para a proteção da Família, Mulher, Criança e Assuntos Sociais e criou a Diretoria de Igualdade e Promoção de Género. Em 2011, foi nomeada assessora especial do Presidente para Género e Assuntos Sociais. Peuhmond é membro do Conselho Municipal e Prefeita do Município de Abobo, onde é a segunda Vice-Prefeita de Toungara. Ela foi eleita para o parlamento da Costa do Marfim em 2016.
 